# Andrey Karginov
Pas d'image ? Cliquez ici
Andrey Olégovich Karginov (en russe : Андре́й Оле́гович Карги́нов), né le 23 février 1976 à Mirny, est un pilote de rallyes russe, spécialiste de rallyes-raids en camions. 

## Biographie
Il a été exclu du Rallye Dakar 2019 pour avoir percuté un spectateur et ne pas s'être arrêté afin de lui porter secours. Le pilote russe, qui avait remporté le rallye en 2014 avec son camion, était alors sur le podium du classement général de sa catégorie avant cette exclusion motivée par la non assistance d'une personne en danger.

## Palmarès

### Rallye Dakar
| Année | Catégorie | Marque | Poste                        | Position | Victoires d'étapes |
| ----- | --------- | ------ | ---------------------------- | -------- | ------------------ |
| 2010  | Camion    | KamAZ  | Mécanicien d'Ilgizar Mardeev | 5e       | -                  |
| 2012  | Camion    | KamAZ  | Pilote                       | 4e       | 2                  |
| 2013  | Camion    | KamAZ  | Pilote                       | 3e       | 3                  |
| 2014  | Camion    | KamAZ  | Pilote                       | 1er      | 4                  |
| 2015  | Camion    | KamAZ  | Pilote                       | 3e       | -                  |
| 2016  | Camion    | KamAZ  | Pilote                       | 14e      | -                  |
| 2019  | Camion    | KamAZ  | Pilote                       | Ex.      | 2                  |
| 2020  | Camion    | KamAZ  | Pilote                       | 1er      | 7                  |
| 2021  | Camion    | KamAZ  | Pilote                       | 7e       | -                  |
| 2022  | Camion    | KamAZ  | Pilote                       | 4e       | 3                  |

### Autres courses
- Africa Eco Race :
  - Vainqueur en 2017
- Rallye de la Route de la Soie :
  - Vainqueur en 2018